# Breslauilla relicta
Breslauilla relicta är en plattmaskart som beskrevs av Reisinger 1929. Breslauilla relicta ingår i släktet Breslauilla, och familjen Graffillidae. Arten är reproducerande i Sverige.